# 布托韋 (舊別利斯克區)
49°15′26″N 38°56′6″E / 49.25722°N 38.93500°E
布托韋（烏克蘭語：Бутове）是位於烏克蘭東部的村莊，由盧甘斯克州舊比利斯克區的奇米里夫卡市鎮負責管轄。該村始建於1832年，面積1.59平方公里，海拔高度67米，2001年人口1,008，人口密度每平方公里634人。